# John Stamos
John Stamos, né le 19 août 1963 à Cypress, en Californie, est un acteur et producteur de cinéma américain.
Il est principalement connu pour ses rôles dans les séries télévisées La Fête à la maison, Urgences, Grandfathered et Big Shot.

## Biographie
John Stamos est le fils d’une mère irlandaise et d’un père grec. Ses grands-parents, qui s'appelaient Stamatopoulos, ont choisi de raccourcir leur nom en Stamos lorsqu’ils ont émigré aux États-Unis.

### Carrière
John Stamos commence sa carrière au début des années 1980 dans le feuilleton télévisé Hôpital central. 
Il est également musicien, il chante, joue de la guitare et de la batterie.
Il apparaît dans le clip Kokomo des Beach Boys, où il joue des percussions.
En 1987, il se fait connaître grâce à la série télévisée La Fête à la maison, après avoir fait ses débuts dans Père et impairs. Pendant huit ans, il incarne l’oncle Jesse de la famille Tanner. Son personnage était très apprécié et c’est l’annonce de son départ à la fin de la huitième saison qui a précipité l’arrêt du feuilleton en 1995.
Après La fête à la maison, John Stamos enchaîne les petits rôles dans des productions telles que Alerte à Hawaï ou Femme Fatale. 
En 2001, John Stamos est de retour à la télévision dans un rôle principal avec Voleurs de charme. Après seulement 10 épisodes, la série n'est toutefois pas renouvelée. Il fait ensuite des apparitions dans Friends et dans Urgences.
En 2005, il joue dans la série Jake in progress, dans laquelle il incarne le personnage principal : un attaché de presse new-yorkais à la recherche de l’âme sœur. La série est annulée après deux saisons.
John Stamos rejoint le casting de la saison 13 de Urgences, série dans laquelle il était déjà apparu. Il garde son rôle jusqu'à la fin de la série, en 2009.
En 2010, il interprète un dentiste nommé Carl Howell dans la saison 2 de la série Glee.
Depuis 2015, il joue le rôle de Jimmy, un séducteur qui apprend qu'il a des enfants, dans la série Grandfathered.
En 2016, il incarne le docteur Brock Holt dans la série télévisée Scream Queens et reprend le rôle de Jesse dans La Fête à la maison : 20 ans après.
En 2021, il est l'un des nombreux invités du film Muppets Haunted Mansion, aux côtés de Danny Trejo, Will Arnett, Taraji P. Henson, Chrissy Metz ou encore Darren Criss. La même année, il devient la vedette de la série Big Shot, qui est diffusée sur Disney+.
En 2022, il participe à plusieurs concerts des Beach Boys jouant de la guitare et de la batterie avec le groupe emmené par Mike Love. Le 27 juin, il les accompagne une dernière fois dans le cadre de la tournée des 60 ans à l'Olympia à Paris, jour du 80e anniversaire de Bruce Johnston qui souffle ses bougies sur scène.
À partir de la même année, il prête sa voix au super-héros de Marvel Comics Tony Stark / Iron Man à partir de la deuxième saison de la série d'animation Spidey et ses amis extraordinaires. 
L'année d'après, il prête sa voix au démon Etrigan dans l'épisode spécial Saint-Valentin de la série d'animation de DC Comics Harley Quinn.

### Vie privée
En 1998, John Stamos se marie à Rebecca Romijn ; le couple divorce en mars 2005.
Le 3 février 2018, il épouse le mannequin Caitlin McHugh. Ensemble, ils ont un fils prénommé Billy né le 10 avril 2018.

## Filmographie

### Cinéma
- 1986 : Stargrove et Danja, agents exécutifs (Never too young to die) : Lance Stargrove
- 1991 : Ni Dieu ni maître (Born to Ride) : Caporal Grady Westfall
- 2000 : Dropping Out : Ronny
- 2001 : My Best Friend's Wife : Steve Richards
- 2002 : Femme Fatale : Cheesy Agent
- 2003 : Party Monster : Talk Show Host
- 2004 : I Am Stamos : John Stamos
- 2004 : Amour, amitié et petites infidélités (Knots) : Cal Scoppa
- 2006 : Farce of the Penguins : What's global warming Penguin (Voix)
- 2011 : Father of Invention : Steven Leslie
- 2016 : Mariage à la grecque 2 (My Big Fat Greek Wedding 2) : George
- 2021 : Muppets Haunted Mansion : Famous Person

### Télévision
- 1982-1984 : Hôpital central (General Hospital) (série télévisée) : Blackie Parrish
- 1984 : Dreams (série télévisée) : Gino Minnelli
- 1985 : Alice au pays des merveilles (Alice in Wonderland) (téléfilm) :  Le Messager
- 1986-1987 : Père et impair (You Again?) (série télévisée) : Matt Willows
- 1987-1995 : La Fête à la maison (Full House) (série télévisée) : Jesse Katsopolis
- 1990 : ABC TGIF (série télévisée) : Jesse
- 1991 : Captive (téléfilm) : Robert Knott
- 1992 : Mr. Cooper et nous (Hangin' with Mr. Cooper) (série télévisée) : Jesse Katsopolis
- 1993 : Les contes de la crypte (Tales From Crypt) (série télévisée) : Johnny Canaparo
- 1993 : Disparition en haute mer (The Disappearance of Christina) (téléfilm) : Joe Seldon
- 1994 : La Mort au bout du chemin, autre titre : Piège conjugal (Fatal Vows: The Alexandra O'Hara Story) (téléfilm) : Nick Pagan
- 1994 : Notre belle famille (Step by step) (série télévisée) : Johnny Quinn (apparition à la fin de l'épisode 22 : "Les grandes espérances" , saison 3)
- 1997 : Un mariage d'amour (A Match Made in Heaven) (téléfilm) : Tom Rosner
- 1998 : L'Amour après la mort (The Marriage Fool) (téléfilm) : Robert Walsh
- 1999 : Coup de foudre postal (Sealed with a Kiss) (téléfilm) : Bennett Blake
- 2000 : Fortunate Son (téléfilm)
- 2000 : The Beach Boys: An American Family (en) (téléfilm) : Drummer
- 2000 : Comment épouser une milliardaire - Un conte de Noël (How to Marry a Billionaire: A Christmas Tale) (téléfilm) : Tom Nathan
- 2001 : Voleurs de charme ("Thieves") (série télévisée) : Johnny
- 2003 : The Reagans (en) (téléfilm) : John Sears
- 2003 : Friends (série télévisée) : Zack
- 2005-2006 : Jake in Progress (série télévisée) : Jake Philips
- 2006 - 2009 : Urgences (série télévisée) : Tony Gates
- 2006 : Un mariage malgré tout ! (Wedding Wars) (téléfilm) : Shel Grandy
- 2008 : A Raisin in the Sun (téléfilm) : Carl Lindner
- 2008 : La Fin du rêve (The Two Mr. Kissels) (téléfilm) : Andrew Kissel
- 2010 : Glee (série télévisée) : Carl Howell
- 2010 : Entourage (série télévisée) : Lui-Même
- 2011 : New York, unité spéciale (saison 12, épisode 22) : Ken Turner
- 2012 : L'Enfer au paradis : Le Destin tragique d'Alice H. (Secrets of Eden) (téléfilm) : Révérend Stephen Drew
- 2013 : La Diva du divan (Necessary Roughness) (série télévisée) : Connor McClane
- 2015 : Galavant (série télévisée) : Sir Jean Hamm
- 2015-2016 : Grandfathered (série télévisée) : Jimmy
- 2016-2020 : La Fête à la maison : 20 ans après (Fuller House) (série télévisée) : Jesse Katsopolis
- 2016 : Scream Queens (série télévisée) : Dr Brock Holt
- 2018 : You (série télévisée) : Dr Nicky
- 2019 : The Little Mermaid Live! - Le chef Louis[7]
- 2021 : Big Shot : Marvyn Korn (série télévisée Disney+)
- depuis 2022 : Spidey et ses amis extraordinaires (Spidey and His Amazing Friends) : Tony Stark / Iron Man (voix, 9 épisodes - en cours)
- 2023 :  Harley Quinn :  Etrigan (épisode spécial)
- 2024 Dr odyssée (episode 7)

### Producteur
- 2000 : The Beach Boys: An American Family (en) (téléfilm)
- 2001 : Voleurs de charme ("Thieves") (série télévisée)
- 2001 : My Best Friend's Wife
- 2002 : Virgin Chronicles (série télévisée)

## Voix françaises
En France, Olivier Destrez est la voix régulière de John Stamos dans la quasi-totalité de ses apparitions depuis ses débuts.
| - Olivier Destrez dans : - Alice au pays des merveilles (téléfilm) - Père et impair (en) (série télévisée) - La Fête à la maison (série télévisée) - Un mariage d'amour (téléfilm) - L'Amour après la mort (téléfilm) - Coup de foudre postal (téléfilm) - Friends (série télévisée) - Amour, amitié et petites infidélités (téléfilm) - Urgences (série télévisée) - Un mariage malgré tout ! (téléfilm) - La Fin du rêve (téléfilm) - Un raisin au soleil (en) (téléfilm) - Entourage (série télévisée) - Glee (série télévisée) - New York, unité spéciale (série télévisée) - L'Enfer au paradis : Le Destin tragique d'Alice H. (téléfilm) - The New Normal (série télévisée) - Grandfathered (série télévisée) - La Fête à la maison : 20 Ans après (série télévisée) - Scream Queens (série télévisée) - Muppets Haunted Mansion - Big Shot (série télévisée) - Doctor Odyssey (série télévisée) | - Bertrand Liebert dans : - Disparition en haute mer (téléfilm) - Mon oncle Charlie (série télévisée) - Jérôme Keen dans : - Comment épouser une milliardaire : Un conte de Noël (téléfilm) - Voleurs de charme (série télévisée) Et aussi - Maurice Decoster dans Ni Dieu ni maître (en) - Vincent Violette dans Les Contes de la crypte (série télévisée) - Sylvain Agaësse dans You (série télévisée) |